# Al-Markhiya Stadium
Al-Markhiya Stadium – stadion piłkarski w mieście Doha, stolicy Kataru. Swoje spotkania rozgrywa na nim drużyna Al-Markhiya SC. Obiekt posiada niewielką trybunę mogącą pomieścić 40 widzów oraz boisko treningowe.